# آناستاسیو سوموسا گارسیا
آناستاسیو سوموسا گارسیا (به اسپانیایی: Anastasio Somoza García) (زاده ۱ فوریه ۱۸۹۶ – درگذشته ۲۹ سپتامبر ۱۹۵۶) یک سیاستمدار اهل نیکاراگوئه بود. وی دو دوره از ۱ ژانویه ۱۹۳۷ تا ۱ مه ۱۹۴۷ و از ۲۱ مه ۱۹۵۰ تا ۲۹ سپتامبر ۱۹۵۶ رئیس‌جمهور این کشور بود.